# Demografía de Botsuana
El siguiente artículo describe las características de la Demografía de Botsuana

## Población

Demografía de Botsuana, datos de la FAO, año 2008; número de habitantes en miles.

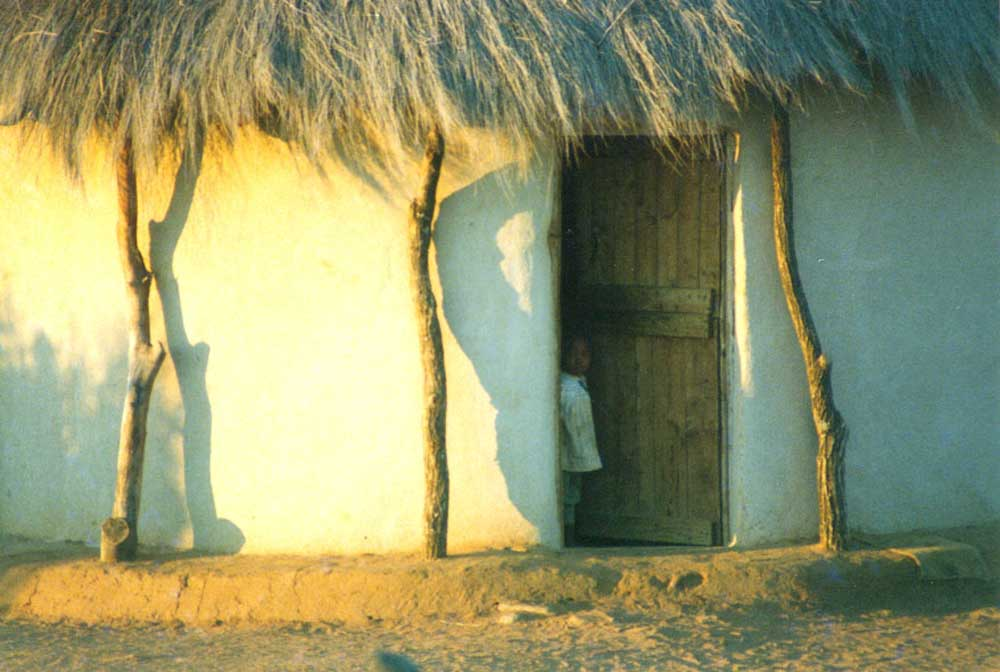
Casa en Botsuana.

En 2001 el país tenía una población total de 1,680,863 habitantes, y en julio de 2011 su población se estimaba en 2,065,398 habitantes. Botsuana, como muchas naciones en África del sur, sufre de una alta tasa de infección de SIDA, estimada en un reporte de las Naciones Unidas de 2002 en 38.8% para adultos. Los datos demográficos del censo de Botsuana de 2001 están incluidos para una comparación con los estimados CIA del 2006.

### Proyecciones poblacionales
De acuerdo a las proyecciones de las Naciones Unidas, la población de Botsuana ha pasado de aproximadamente 413.000 en 1950 a más de 2.300.000 en el 2020. La proporción de niños bajo 15 años en el 2020 correspondía a aproximadamente  un 33.4%, con un 62.1% entre 15 y 65 años y solo 4.5% de la población tenía más de 65 años.
|      | Población total | Población entre 0–14 (%) | Población entre 15–64 (%) | Población mayor a 65 (%) |
| ---- | --------------- | ------------------------ | ------------------------- | ------------------------ |
| 1950 | 413 000         | 40.9                     | 54.8                      | 4.4                      |
| 1955 | 463 000         | 41.7                     | 53.9                      | 4.3                      |
| 1960 | 503 000         | 43.6                     | 52.1                      | 4.3                      |
| 1965 | 560 000         | 46.8                     | 49.3                      | 4.0                      |
| 1970 | 628 000         | 47.8                     | 48.3                      | 3.9                      |
| 1975 | 741 000         | 48.0                     | 48.5                      | 3.5                      |
| 1980 | 898 000         | 48.5                     | 48.1                      | 3.4                      |
| 1985 | 1 070 000       | 47.9                     | 49.0                      | 3.1                      |
| 1990 | 1 287 000       | 45.0                     | 51.7                      | 3.3                      |
| 1995 | 1 469 000       | 42.2                     | 54.6                      | 3.3                      |
| 2000 | 1 643 000       | 38.7                     | 58.1                      | 3.3                      |
| 2005 | 1 799 000       | 36.5                     | 60.3                      | 3.1                      |
| 2010 | 1 987 000       | 35.0                     | 61.7                      | 3.3                      |
| 2015 | 2 121 000       | 34.9                     | 61.2                      | 3.8                      |
| 2020 | 2 352 000       | 33.4                     | 62.1                      | 4.5                      |

## Estadísticas vitales
| Periodo | Nacidos vivos por año | Muertes por año | Cambio natural por año | CBR* | CDR* | NC*  | TFR* | IMR* |
| --- | --------------------- | --------------- | ---------------------- | ---- | ---- | ---- | ---- | ---- |
| 1950–1955 | 20 800                | 9 000           | 11 800                 | 47.4 | 20.7 | 26.7 | 6.50 | 128  |
| 1955–1960 | 23 000                | 9 000           | 14 000                 | 47.7 | 18.7 | 29.0 | 6.58 | 112  |
| 1960–1965 | 24 800                | 8 800           | 16 000                 | 46.6 | 16.6 | 30.0 | 6.65 | 99   |
| 1965–1970 | 27 200                | 8 800           | 18 400                 | 45.7 | 14.7 | 31.0 | 6.70 | 85   |
| 1970–1975 | 30 600                | 8 600           | 22 000                 | 44.7 | 12.7 | 32.0 | 6.55 | 71   |
| 1975–1980 | 36 400                | 8 800           | 27 600                 | 44.5 | 10.6 | 33.9 | 6.35 | 56   |
| 1980–1985 | 42 200                | 9 000           | 33 200                 | 42.9 | 9.1  | 33.9 | 5.95 | 44   |
| 1985–1990 | 43 800                | 9 600           | 34 200                 | 37.1 | 8.2  | 28.9 | 4.90 | 36   |
| 1990–1995 | 45 600                | 14 000          | 31 600                 | 33.1 | 10.2 | 23.0 | 4.13 | 42   |
| 1995–2000 | 46 400                | 19 000          | 27 400                 | 29.8 | 12.2 | 17.7 | 3.49 | 56   |
| 2000–2005 | 50 200                | 24 400          | 25 800                 | 29.1 | 14.2 | 15.0 | 3.19 | 57   |
| 2005–2010 | 53 400                | 21 200          | 32 200                 | 28.2 | 11.2 | 17.0 | 3.03 | 44   |
| 2010–2015 | 56 400                | 15 000          | 41 400                 | 27.5 | 7.3  | 20.1 | 3.01 | 35   |
| 2015–2020 | 56 200                | 13 000          | 43 200                 | 25.1 | 5.8  | 19.3 | 2.89 | 30   |
| * CBR = crude birth rate (per 1000); CDR = crude death rate (per 1000); NC = natural change (per 1000; CBR-CDR); TFR = total fertility rate (number of children per woman); IMR = infant mortality rate per 1000 births (deaths under 1 year of age) |                       |                 |                        |      |      |      |      |      |

Nacimientos y defunciones
| Año  | Población | Nacidos | Muertes | Incremento natural | Tasa de nacimiento cruda | Tasa de mortalidad cruda | Tasa de crecimiento natural | TFR   |
| ---- | --------- | ------- | ------- | ------------------ | ------------------------ | ------------------------ | --------------------------- | ----- |
| 1964 | 514 876   |         |         |                    |                          |                          |                             |       |
| 1971 | 574 094   |         |         |                    | 45.3                     | 13.7                     | 31.6                        | 6.5   |
| 1981 | 941 027   | 45 026  | 12 835  | 32 191             | 48.7                     | 13.9                     | 34.8                        | 6.6   |
| 1991 | 1 326 796 | 52 351  | 15 221  | 37 130             | 39.3                     | 11.5                     | 27.8                        | 4.2   |
| 1992 | 1 358 639 | 52 416  | 15 344  | 37 072             | 38.6                     | 11.3                     | 27.3                        | 4.2   |
| 1993 | 1 391 245 | 52 437  | 15 578  | 36 859             | 37.7                     | 11.2                     | 26.5                        | 4.1   |
| 1994 | 1 424 636 | 52 598  | 15 822  | 36 776             | 36.9                     | 11.1                     | 25.8                        | 4.1   |
| 1995 | 1 458 828 | 52 759  | 15 926  | 36 833             | 33.7                     | 11.0                     | 22.7                        | 4.1   |
| 1996 | 1 495 993 | 52 921  | 16 031  | 36 890             | 32.4                     | 10.9                     | 21.5                        | 4.0   |
| 1997 | 1 533 393 | 53 083  | 16 137  | 36 946             | 32.3                     | 10.8                     | 21.5                        | 4.0   |
| 1998 | 1 571 728 | 53 245  | 16 244  | 37 001             | 32.2                     | 10.7                     | 21.5                        | 4.0   |
| 1999 | 1 611 021 | 53 407  | 16 352  | 37 055             | 32.1                     | 10.6                     | 21.5                        | 3.9   |
| 2001 | 1 680 862 | 41 080  | 20 823  | 20 257             | 28.9                     | 12.4                     | 16.5                        | 3.3   |
| 2002 | 1 667 487 |         |         |                    |                          |                          |                             |       |
| 2003 | 1 691 390 | 41 206  |         |                    | 24.4                     |                          |                             |       |
| 2004 | 1 711 334 | 37 947  |         |                    | 22.2                     |                          |                             |       |
| 2005 | 1 727 372 | 46 945  |         |                    | 27.2                     |                          |                             |       |
| 2006 | 1 739 556 | 44 050  | 19 088  | 24 962             | 29.8                     | 11.2                     | 18.6                        | 3.2   |
| 2007 | 1 756 651 | 44 452  |         |                    | 25.3                     |                          |                             |       |
| 2008 | 1 776 283 | 44 961  |         |                    | 25.3                     |                          |                             |       |
| 2009 | 1 798 372 | 46 624  |         |                    | 25.9                     |                          |                             |       |
| 2010 | 1 822 858 | 50 328  |         |                    | 27.6                     |                          |                             |       |
| 2011 | 2 024 904 | 51 871  | 13 301  | 38 570             | 25.7                     | 6.3                      | 19.4                        | 2.89  |
| 2012 | 2 068 529 | 50 048  | 12 270  | 37 778             | 24.2                     | 5.9                      | 18.3                        |       |
| 2013 | 2 110 050 | 49 839  | 11 967  | 37 872             | 23.6                     | 5.6                      | 18.0                        |       |
| 2014 | 2 149 255 | 47 478  | 12 177  | 35 301             | 22.1                     | 5.6                      | 16.5                        |       |
| 2015 | 2 185 903 | 57 480  | 13 030  | 44 450             | 26.3                     | 6.0                      | 20.3                        |       |
| 2016 | 2 219 732 | 54 267  | 12 825  | 41,442             | 24.4                     | 5.8                      | 18.6                        |       |
| 2017 | 2 254 021 | 52 358  | 12 386  | 39 972             | 23.2                     | 5.5                      | 17.7                        | 3.1   |
| 2018 | 2 288 651 | 54 023  | 12 609  | 41 414             | 23.6                     | 5.5                      | 18.1                        | 2.656 |
| 2019 | 2 323 493 | 54 100  | 13 185  | 40 015             | 23.3                     | 5.7                      | 17.6                        | 2.648 |
| 2020 | 2 374 697 |         |         |                    |                          |                          |                             |       |

## Religión
La religión predominante es el cristianismo, principalmente en su forma de protestantismo.

## Etnias
Tswana 79%, Kalanga 11%, Basarwa 3%, Otros 7% (incluyrndo Kgalagadi, Indios y Blancos).
Más del 90% de la población habla una lengua bantú como su primera lengua. Las lenguas bantú más comunes habladas son setswana (73,3% de la población), kalanga (17,2%), kgalagadi (2,4%), shona (1%) mbukushu (1,6%) y ndebele (1%). El 1,7% habla tshwa (una lengua khoe ) y el 0,1% habla xóõ , una lengua tuu (ambas no bantúes). El 2,1% habla inglés como su primera lengua

## Emigración
Al año 2023 alrededor de 257.200 ciudadanos nacidos en Bostwana vivían fuera de su país, con 123.045 en Sudáfrica, 43.708 en Zimbabue, 21.340  en Angola 31.000 en Reino Unido, 9708 en Estados Unidos, 2901 en Mozambique, 2500 en Nigeria principalmente.

## Inmigración
De acuerdo al informe de las Naciones Unidades del 2019, existen 110.596 inmigrantes en Botsuana.[cita requerida] A continuación se describe el país de origen:
| International migrants in Botswana in 2023 | International migrants in Botswana in 2023 |
| --- | ------------------------------------------ |
| Zimbabue | 51,403                                     |
| Sudáfrica | 5,651                                      |
| India | 6,668                                      |
| China | 3,002                                      |
| Zambia | 4,599                                      |
| Malaui | 2,204                                      |
| Reino Unido | 1,320                                      |
| Nigeria | 3,229                                      |
| Kenia | 1,243                                      |
| República Democrática del Congo | 1,299                                      |
| Sri Lanka | 1003                                       |
| Namibia | 981                                        |
| Estados Unidos | 891                                        |
| Tanzania | 822                                        |
| Angola | 671                                        |
| Suazilandia | 783                                        |
| <ref>Informe de las migraciones en el mundo, Organización Internacional para las Migraciones, Zurich, september 2024 . Pag 43 ISBN978-92-9268-122- <ref>Source: United Nations«Migrant Stock by Origin and Destination». 2019. Consultado el 27 de enero de 2021. |                                            |

La joven y creciente población de .país está impulsada por su elevada tasa global de fecundidad (TGF), de casi 4.3 hijos por mujer, que ha disminuido poco en las dos últimas décadas. Su elevada TGF se sustenta en el bajo nivel de uso de anticonceptivos y el inicio temprano de la maternidad. A pesar de su elevada tasa de fecundidad, el crecimiento de la población d se ve moderado por las elevadas tasas de mortalidad infantil y materna, que se encuentran entre las más altas del continente y son consecuencia de la pobreza, la falta de agua potable y saneamiento, la mala nutrición, el acceso limitado a servicios sanitarios de calidad y la prevalencia de la mutilación genital femenina